# Cuza Vodă (okręg Botoszany)
Cuza Vodă – wieś w Rumunii, w okręgu Botoszany, w gminie Viișoara. W 2011 roku liczyła 555 mieszkańców.